# Tazgait
Tazgait (em árabe: تزقايت) é uma cidade e comuna localizada na província de Mostaganem, Argélia. Segundo o censo de 2008, a população total da cidade era de 9 410 habitantes.